# TT158
La tombe thébaine TT 158 est située à Dra Abou el-Naga, dans la nécropole thébaine, sur la rive ouest du Nil, face à Louxor en Égypte.
C'est la sépulture de Tjanefer (Tȝ-nfr), troisième prophète d'Amon, datant des règnes de Séthi II, Taousert (XIXe dynastie) à Ramsès III (XXe dynastie).